# Jagdish Singh
Jagdish Singh (* 29. April 1993) ist ein malaysischer Badmintonspieler. 

## Karriere
Jagdish Singh belegte bei der Sommer-Universiade 2013 Rang drei im Herrendoppel mit Loh Wei Sheng. Bei den Singapur International 2013, den Singapur International 2014 und der Vietnam International Series 2014 belegte er Rang zwei. Bei der Bahrain International Challenge 2013, den Bangladesh International 2013 und den Iran International 2014 wurde er Dritter. Die Maribyrnong International 2014 konnte er für sich entscheiden.